# Dreiblütiger Nachtschatten
Der Dreiblütige Nachtschatten (Solanum triflorum), auch Gewöhnlicher Saracho-Nachtschatten genannt, ist eine Pflanzenart aus der Gattung der Nachtschatten (Solanum) innerhalb der Familie der Nachtschattengewächse (Solanaceae). Sie stammt aus Nordamerika.

## Beschreibung
Der Dreiblütige Nachtschatten ist eine einjährige krautige Pflanze, die Wuchshöhen von 15 bis 100 Zentimetern erreicht. Er ist sparrig verzweigt mit niederliegenden Seitensprossen. Die einfach bis borstig behaarten oberirdischen Pflanzenteile sind geruchlos. Die 2 bis 7 Zentimeter langen und 1,5 bis 4 Zentimeter breiten Laubblätter sind fiederschnittig mit linealisch-länglichen Blattabschnitten.
Die Blüten stehen selten einzeln, meist etwa zu dritt zusammen. Die zwittrigen Blüten sind fünfzählig mit doppelter Blütenhülle. Die fünf Kronblätter sind weiß. Die Blütezeit reicht von Juli bis August.
Die bei Reife glänzend grünen und weiß marmorierten Beeren weisen einen Durchmesser von etwa 1 Zentimeter auf.
Die Chromosomenzahl beträgt 2n = 24.

## Vorkommen
Das ursprüngliche Verbreitungsgebiet des Dreiblütigen Nachtschattens ist Nordamerika. Er ist in Europa vielfach eingebürgert, so in Holland und Belgien. In Deutschland ist er ein eingebürgerter Neophyt mit nur einzelnen Fundorten am Niederrhein (beispielsweise in Hafenanlagen) sowie am Oberrhein bei Mannheim.
Der Dreiblütige Nachtschatten besiedelt nährstoffreiche, meist sandige, trocken-warme Standorte, zusammen mit dem Kali-Salzkraut (Kali turgida).

## Systematik
Die Erstveröffentlichung von Solanum triflorum erfolgte durch Thomas Nuttall. Solanum triflorum gehört zur Sektion Solanum, die teilweise auch als Sektion Morella oder als Solanum nigrum-Komplex bezeichnet wird, innerhalb der Gattung Solanum.